# Саболчки, Сильвестер
Сильвестер Саболчки (хорв. Silvester Sabolčki; 12 ноября 1979, Вараждин — 30 мая 2003, там же) — хорватский футболист, игравший на позиции правого полузащитника.

## Карьера

### Клубная
Саболчки — воспитанник школы клуба «Вартекс», в клубе дебютировал в 18 лет. Довольно быстро закрепился в основном составе команды, сыграв всего 121 игру и забив 11 голов в Первой лиге в течение пяти сезонов. В сезоне 1998/1999 годы Сильвестер внёс большой вклад в выход клуба в четвертьфинал Кубка обладателей кубков УЕФА. Он же вывел команду в финал Кубка Хорватии 2001/2002. В конце сезона 2002/2003 он заключил контракт с загребским «Динамо», в составе которого он собирался играть в следующем сезоне.

### В сборной
С 1998 по 2001 годы Сильвестер провёл 18 игр в молодёжной сборной Хорватии по футболу (в командах до 20 лет и до 21 года итого). На молодёжном чемпионате мира 1999 года он играл в составе хорватской сборной и внёс свой вклад в победу над Казахстаном со счётом 5:1, забив один из голов. Участвовал также и в чемпионате Европы 2000 года среди молодёжи.
В составе сборной Хорватии он сыграл два матча, оба товарищеские: 25 апреля 2001 против Греции (заменил Роберта Ярни) и 9 февраля 2003 против Македонии. Оба матча завершились вничью 2:2.

## Гибель в автокатастрофе
Ранним утром 30 мая 2003 в Вараждине Сильвестер Саболчки ехал за рулём автомобиля Audi A3 вместе с пассажирами: Кристияном Китнером (вратарь «Вартекса») и Крунославом Саболичем (вратарь «Славен Белупо»). На перекрёстке улицы Копривницкой и улицы Павлека Мишкина Саболчки не справился с управлением и врезался в фонарный столб. Все трое игроков погибли на месте. В тот же день загребское «Динамо» на презентации новых игроков объявило о случившейся трагедии. 2 июня Саболчки был похоронен в Загребе на кладбище Святого Ильи.